# Potamocarcinus (Kingsleya) latifrons
Potamocarcinus (Kingsleya) latifrons is een krabbensoort uit de familie van de Pseudothelphusidae.